# لدبوریا سوکیالیس
لِدِبوریا سوکیالیس گیاهی گل‌دار بومی آفریقای جنوبی است.

## کشت
این گیاه نیاز به مراقبت کمی دارد، معمولاً در اواخر بهار و تابستان گل می‌دهد نیاز به هوای گرم و آفتابی دارد و در هوای سردتر از ۱۰ درجه سانتی‌گراد، دوام نمی‌آورد. هنگام کاشتن، باید نیمی از پیاز گیاه روی خاک باشد.